# Aloer
Gli aloers erano, nella Catalogna medievale, i proprietari di un terreno libero, esente da qualsiasi tassa.
La maggior parte degli agricoltori aloers delle contee catalane erano possessori del terreno secondo una legge visigota che dava la proprietà per trent'anni di un terreno incolto.
Il sistema degli aloers fu utilizzato dai conti per ripopolare i territori di confine, difficili e politicamente instabili. Gli agricoltori aloers erano la forza comune della Gothia agli inizi del medioevo, ma nel XI secolo, con l'aumento della violenza e della pressione dei signori feudali, le proprietà terriere divennero signorili.
Con lo spostamento verso la Nuova Catalogna aumentò il numero di aloers nelle terre di nuova conquista, favorito da franchigie.